# Stemma di San Marino

Lo stemma anteriore al 2011

Lo stemma di San Marino raffigura il monte Titano con ben evidenti le tre rocche della capitale San Marino: Cesta, Guaita e Montale. Ciascuna è sormontata da una torre d'argento merlata, murata di nero e con in cima una penna di struzzo di colore argento.
Come ornamento esteriore porta due rami divergenti di color verde: d'alloro quello posto a destra, di quercia quello a sinistra. I rami sono legati in basso da un nastro con il motto nazionale «LIBERTAS». Probabilmente si riferisce all'inclusione di coloro che furono perseguitati nella zona della rocca e alla sorprendente conservazione dell'indipendenza della piccola repubblica in mezzo a Stati molto più grandi. Il motto potrebbe aver avuto origine dalle presunte ultime parole del santo fondatore: "Relinquo vos liberos ab utroque homine" (tradotto dal latino: "Vi lascio come liberi da ogni altra persona"). Risalirebbe almeno al XIV secolo.
La bandiera nazionale formata da due bande orizzontali, una bianca e una azzurra, contiene questo stemma.
Il ramo di quercia e quello di alloro che delimitano lo stemma rappresentano invece la stabilità della repubblica e la difesa della libertà.

## Storia
I più antichi esempi di stemmi di San Marino sono alcuni sigilli del XIV e XV secolo conservati nel'archivio di stato. Questi stemmi presentano già le tre torri pennate. Le piume sono un antico simbolo di libertà da vincoli. Al 1560 risale il primo esempio sopravvissuto di stemma sormontato da una corona.
Il decreto del 6 aprile 1862 formalizza lo stemma e le armi.
Il 22 luglio 2011, con una legge costituzionale divenuta operativa il 9 agosto, la Repubblica di San Marino ha regolamentato e fissato una volta per tutte l'uso, i colori e il disegno di stemma e bandiera annullando la legge del 1974.
Lo stemma di San Marino è raffigurato sulle monete euro sammarinesi da un euro della prima serie; nel valore di un centesimo della seconda serie.